# بطولة العالم لفرق الاسكواش
بطولة العالم لفرق الاسكواش هي بطولة عالمية لفرق الأسكواش تنظم من قبل الاتحاد الدولى للأسكواش للفرق الوطنية المكونة من 3 إلى 4 لاعبين. تقام كل سنة ( السنوات الزوجية للسيدات والفردية للرجال ) وبدأ تنظيمها من 1967م لمنافسات الرجال و 1976م لمنافسات السيدات.

## النظام
كل عام تستضيف مدينة مختلفة منافسة من منافسات البطولة، جميع الفرق المشاركة تقسم إلى مجموعات وكل فريق يتمثل من 3 إلى 4 لاعبين.
يواجه كل فريق الآخر من خلال مباريات فردية من 3 اشواط